# Tapurah
Tapurah is een gemeente in de Braziliaanse deelstaat Mato Grosso. De gemeente telt 11.517 inwoners (schatting 2009).